# 警護源集令
『警護源集令』（けいごげんしゅうれい）は、日本ボディーガード協会が、日本式警護術の骨格である警護基礎根幹を細部まで説き、全40項から成る日本式警護術の集大成とされるもの。

## 概要・特徴
2011年11月に警護源集令が策定される。